# Памятник В. С. Калинникову (Орёл)
Памятник Василию Калинникову — памятник русскому композитору, родившемуся в Орловской губернии, создан скульптором Леонидом Бугай и архитектором Владимиром Блиновым.

## Описание
Василий Сергеевич Калинников родился в селе Воины Мценского уезда Орловской губернии. Образование получил в Орловской духовной семинарии, обучался в Музыкально-драматическом училище Московского филармонического общества.
Конкурс на создание памятника Василию Калинникову выиграли в 1990 году скульптор Леонид Бугай и архитектор Владимир Блинов. И только спустя почти двадцать лет появилась финансовая возможность на изготовление и установку памятника, и благоустройство прилегающей территории. Бронзовые части были изготовлены ООО «ЛитАрт» (г. Жуковский) и ООО «Отменное литьё» (г. Нижний Тагил). Памятник выполнен в стиле модерн конца XIX века и представляет собой полуфигуру композитора в творческом порыве под сенью ветвей калины, внизу — фигура сидящего мальчика, играющего на свирели. В общей сложности монумент и обустройство сквера обошлись городскому и областному бюджетам в 7 млн. 500 тыс. рублей. Открытие состоялось 3 августа 2009 года в одноимённом сквере, рядом с детской музыкальной школой № 1 им. Калинникова.